# Tose församling
Tose församling var en församling i nuvarande Göteborgs stift i nuvarande Munkedals kommun. Församlingen uppgick på 1500-talet i Svarteborgs församling.

## Administrativ historik
Församlingen har medeltida ursprung och uppgick på 1500-talet i Svarteborgs församling.